# Полонская, Елена Александровна
Елена Александровна Полонская (род. 15 марта 1982 года, Псков, Псковская область, РСФСР) — российский политик и общественный деятель. Уполномоченный по работе с соотечественниками и вопросам миграции при губернаторе Псковской области с 2024, советник губернатора Псковской области по социальным вопросам c 2022. Член Всероссийской политической партии «Единая Россия», региональный координатор партийного проекта «Крепкая семья».
Глава города Пскова с 13 ноября 2019 года по 26 апреля 2022 года; первая женщина, занявшая пост главы города Пскова.

## Биография
Родилась 15 марта 1982 года.
Окончила Современную гуманитарную академию в городе Москва.
Стала председателем общественной организации социальной поддержки «Родительский комитет». Вошла в состав Совета общественных организаций по защите прав пациентов при Государственном комитете Псковской области по здравоохранению и фармации.
В 2015 году Елена Полонская назначена членом Общественной палаты Псковской области от муниципального образования «Город Псков». В Общественной палате III созыва она вошла в состав комиссии по развитию образования и науки, комиссии по социальной политике, охране здоровья, поддержке семьи, детей и материнства.
13 сентября 2015 года во время проведения дополнительных выборов в Псковскую городскую Думу была избрана депутатом по одномандатному округу № 10.
10 сентября 2017 Елена Полонская избрана депутатом Псковской городской Думы VI созыва по одномандатному округу № 8. Согласно решению Псковской городской Думы была избрана заместителем главы города Пскова на штатной основе.
5 февраля 2019 года была избрана заместителем секретаря Псковского регионального политического совета партии «Единая Россия» по вопросам взаимодействия с общественными объединениями и работе с молодежью.
21 мая 2019 года получила должность куратора проектной деятельности Псковского регионального политического совета партии «Единая Россия». Дополнительно стала куратором партийного проекта «Крепкая семья».
В 2019 году прошла профессиональную переподготовку в Российской академии народного хозяйства и государственной службы при Президенте Российской Федерации по программе государственное и муниципальное управление.
23 мая 2019 года на 25-й сессии Псковской городской Думы VI созыва Полонская назначена и. п. главы города Пскова.
13 ноября 2019 года на внеочередной 31-й сессии Псковской городской Думы VI созыва была избрана главой Пскова. За её кандидатуру проголосовало 22 из 25 депутатов.
23 декабря 2019 года избрана секретарем Псковского городского местного отделения партии «Единая Россия». 21 февраля 2022 года Полонская покинула пост секретаря городского отделения «Единой России» по итогам заседания президиума регионального политсовета партии.
26 апреля 2022 года полномочия главы города были досрочно прекращены на фоне отмены двуглавой модели управления Псковом и обещания губернатора назначения её на должность советника губернатора Псковской области по социальным вопросам. 27 апреля приступила к работе советником губернатора.
В июле 2024 года указом губернатора Псковской области назначена уполномоченным по работе с соотечественниками и вопросам миграции.

## Личная жизнь
Замужем, воспитывает двух сыновей и дочь.  